# Thyretes negus
Thyretes negus är en fjärilsart som beskrevs av Charles Oberthür 1878. Thyretes negus ingår i släktet Thyretes och familjen björnspinnare. Inga underarter finns listade i Catalogue of Life.